# Plaza de toros de Palos de la Frontera
La plaza de toros de Palos de la Frontera también denominado como Coso del Descubrimiento es un inmueble del municipio de Palos de La Frontera (Huelva), donde se celebran festejos taurinos y otros tipos de espectáculos.
La plaza de toros está catalogada como plaza de tercera categoría. Actualmente cuenta con un aforo de 3.500 localidades.
El coso, situado junto a la autovía A-5025 fue inaugurado en 19 de abril de 2008, estando acartelado El Juli, Cayetano Rivera y el torero local José Doblado, con reses de Santiago Domecq.

## Historia

### Antecedentes
Anteriormente a la construcción de la plaza de toros se celebraban festejos taurinos en un cos portátil situado en un descampado del municipio, debido a su alta demanda por los vecinos para ver toros se decidió impulsar la construcción de la plaza de toros.
El 21 de abril de 2007 el torero local José Doblado recibió su alternativa en una plaza portátil situada en un descampado, su padrino de ceremonia fue Javier Conde y de testigo Francisco Rivera con un encierro de Juan Albarrán.

### Inauguración
La plaza de toros de Palos de la frontera fue inaugura un 19 de abril de 2008, anunciándose para el motivo del estreno del coso una corrida de toros en la que estuvieren los matadores Julián López "El Juli", Cayetano Rivera Ordóñez y el torero local recién alternativado José Doblado, con reses de Santiago Domecq.

### Propietarios
La plaza de toros fue impulsada por el ayuntamiento de Palos de la Frontera y desde entonces pertenece al mismo.

## Características
La plaza de toros cuenta con un estilo moderno, actualmente tiene un aforo de aproximadamente 3.500 localidades, capilla, corrales, chiqueros, enfermería, patio de caballos...

## Estadísticas

#### Toros indultados en la plaza de toros de Palos de la Frontera
De acuerdo con el reglamento taurino, en la Plaza de Toros de Palos de la Frontera se han indultado diferentes toros a lo largo de la historia. Para ello, y según la legislación vigente, se han tenido en cuenta tanto la presentación del toro o trapío así como el comportamiento del animal en todas las fases de la lidia. Estos son los nombres de los toros a los que, por su bravura, se les perdonó la vida en Palos de la Frontera.
| Nombre    | Datos               | Ganadería         | Fecha del indulto     | Torero/Diestro  | Ref.                               |
| --------- | ------------------- | ----------------- | --------------------- | --------------- | ---------------------------------- |
| Dominante | N.º 13 pelaje negro | Domínguez Camacho | 13 de octubre de 2018 | Antonio Ferrera | [ 16 ] [ 17 ] [ 18 ] [ 19 ] [ 20 ] |
| Español   | N.º 21              | José Luis Pereda  | 13 de abril de 2019   | Ginés Marín     | [ 21 ] [ 22 ] [ 23 ] [ 24 ] [ 25 ] |

## Hitos
El 14 de octubre de 2012 el diestro madrileño José Pedro Prado "El Fundi" protagonizó su despedida de los ruedos, alternando junto con Juan José Padilla y José Doblado, lidiando toros de Juan Pedro Domecq.
El 18 de octubre de 2014 el diestro Espartaco volvía a los ruedos en Palos de la Frontera con Toros de Luis Albarrán, Núñez del Cuvillo, Juan Pedro Domecq y Albarreal y acartelado junto al rejoneador Andrés Romero.
El 5 de junio de 2021 fue sede de una novillada picada en la fase clasificatoria del Circuito de Novilladas de Andalucía 2021, proyecto promovido por la Fundación del Toro de Lidia a través de la Liga Nacional de Novilladas, en la que torearon Calerito, Jorge Martínez y González Écija con novillos utreros de Prieto de la Cal y Juan Pedro Domecq.

## Peña taurina
En las dependencias de la plaza de toros se encuentra la Peña Cultural Taurina José Doblado, dedicada al torero local, la cual se encarga de promover diferentes actividades, eventos o festejos en torno a la promoción de la tauromaquia del mismo modo en apoyo a su torero.

## Festejos taurinos
Durante el mes de abril se celebra una corrida de toros con motivo de las fiesta de San Jorge Mártir, patrón de la localidad.
Desde el 10 de octubre de 2010 se viene celebrando la Corrida Pinzoniana en su día fue con motivo de 518 aniversario del descubrimiento de América, poco a poco se fue consagrando la fecha y ya es una cita anual para el coso taurino.
A partes de celebrarse festejos taurinos en dichas fechas también se ha realizando en otras fechas del año, así como otros tipos de eventos.